# Operculum (bloemen)

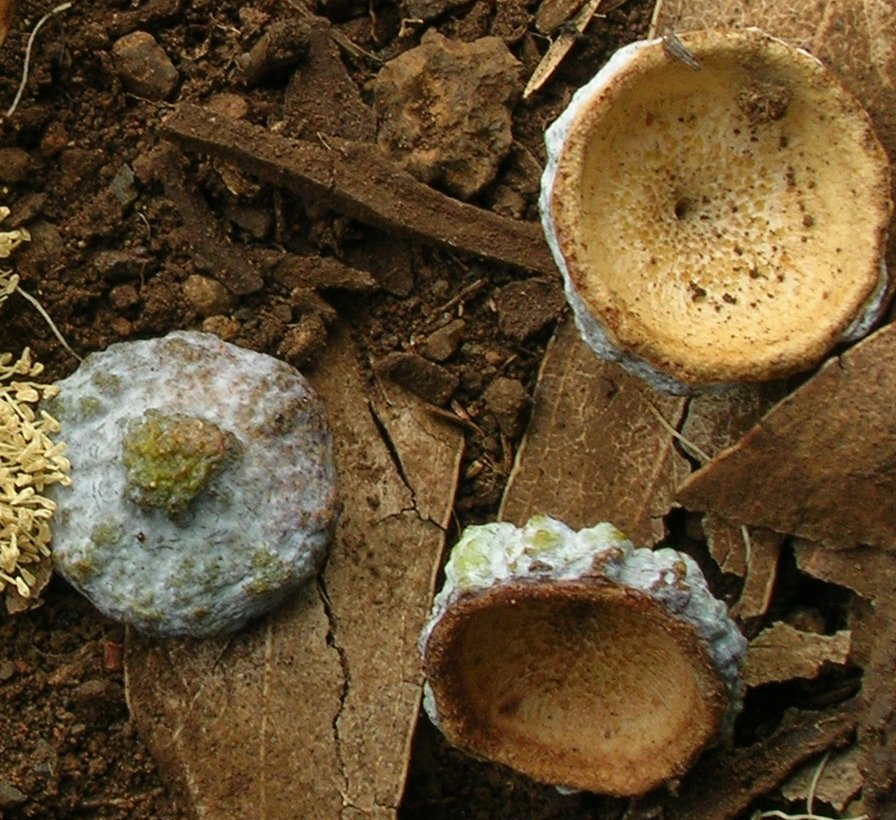
Dekseltjes van de bloemknoppen van de blauwe gomboom

Het operculum is een deksel dat voorkomt bij sommige bloemplanten, dat afvalt vlak voor de bloei. Een voorbeeld is Eucalyptus.